# First Unitarian Church of Philadelphia

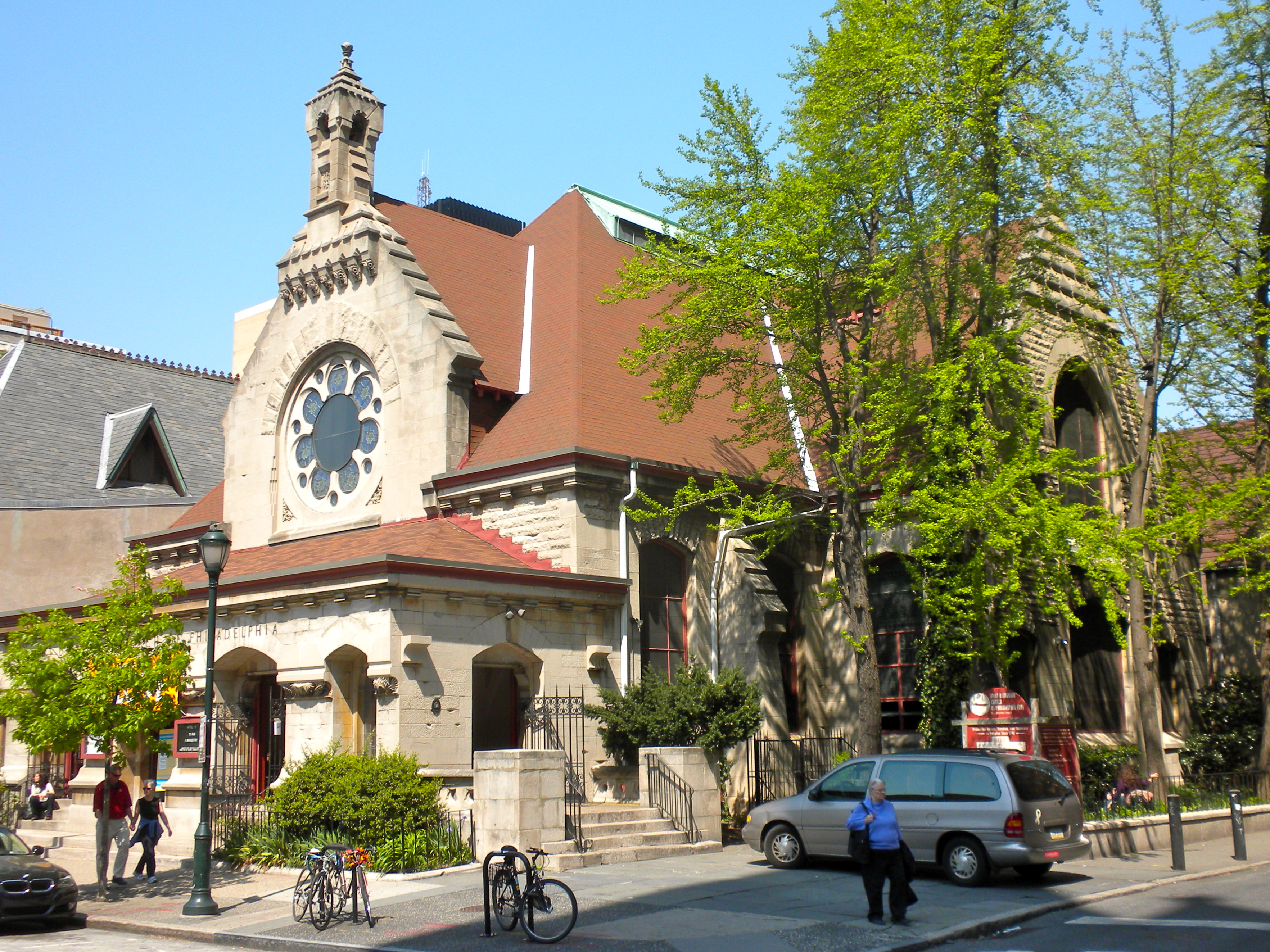
First Unitarian Church of Philadelphia

Die First Unitarian Church of Philadelphia ist ein unitarisches Kirchengebäude in Philadelphia im US-amerikanischen Bundesstaat Pennsylvania.

## Geschichte
Bereits im Jahr 1796 gründeten zwanzig Intellektuelle Philadelphias unter Einfluss von Joseph Priestley die First Unitarian Society. Priestley war auch der erste Prediger der Gemeinde. Nach 1825 wirkte William Henry Furness an der Gemeinde, der in seinen Predigten gegen die Sklaverei auftrat. Das erste von Robert Mills nach Vorbild englischer unitarischer Kirchen entworfene Kirchengebäude konnte 1813 eröffnet werden, erwies sich jedoch schon bald als zu klein. Ein zweites von William Strickland entworfenes Gebäude im dorischen Stil wurde 1828 eröffnet und diente der Gemeinde bis 1885 als Versammlungsstätte. Zwischen 1883 und 1886 wurde schließlich das jetzige Gebäude im neo-romanischen Stil durch Frank Furness, dem Sohn von William Henry Furness, gebaut. An der Finanzierung des Baus beteiligte sich unter anderem der bekannte Kirchenhistoriker Henry Charles Lea. Das Gebäude zeichnet sich unter anderem durch eine charakteristische Hammerbalkendecke aus. Später wurde eine Orgel der Firma Casavant Frères mit drei Manualen eingebaut. Unterhalb des Gottesdienstraumes ist ein weiterer Raum mit Bühne (die Griffin Hall) eingebaut. In den hinteren und oberen Teilen des Gebäudes befinden sich Gemeinde- und Besprechungsräume. Bekannte Mitglieder der Gemeinde waren bzw. sind unter anderem Frances Harper und Kevin Bacon.